# Saint-Thiébaud
Saint-Thiébaud – miejscowość i gmina we Francji, w regionie Burgundia-Franche-Comté, w departamencie Jura.  Nazwa miejscowości pochodzi od imienia św. Teobalda.
Według danych na rok 1990 gminę zamieszkiwało 70 osób, a gęstość zaludnienia wynosiła 9 osób/km² (wśród 1786 gmin Franche-Comté Saint-Thiébaud plasuje się na 673. miejscu pod względem liczby ludności, natomiast pod względem powierzchni na miejscu 584.).